# Open Access Week
Open Access Week é um evento anual focado no acesso aberto e tópicos relacionados. Ele ocorre globalmente durante a última semana de Outubro em várias localidades, incluindo online. Atividades típicas incluem palestras, seminários, simpósios ou anúncios (por exemplo, a en:Royal Society escolheu a Open Access Week 2011 para anunciar que eles iriam disponibilizar a versão digitalizada dos seus arquivos de 1665 até 1941).

## História
A Open Access Week tem suas origens no National Day of Action for Open Access realizado em 15 de Fevereiro de 2007 em vários lugares dos Estados Unidos por en:Students for Free Culture e en:Alliance for Taxpayer Access.
Em 2008, 14 de Outubro foi desegnado como Dia do Acesso Aberto e o evento tornou-se global.
Em 2009, o evento foi expandido para uma semana, 19-23 de Outubro.
Em 2010, a semana ocorreu de 18 a 24 de Outubro.
Começando em 2011, a semana sempre tem acontecido na última semana de Outubro.

## Temas
Durante os primeiros anos, cada grupo escolhia seus próprios temas. Começando em 2012, um tema "oficial" é estabelicido e recebe atenção especial no dia de abertura.
- 2020: "Open with Purpose: Taking Action to Build Structural Equity and Inclusion."[7]
- 2019: "Open for Whom? Equity in Open Knowledge."
- 2018: "Designing Equitable Foundations for Open Knowledge."
- 2017: "Open In Order To."
- 2016: "Open in Action."
- 2015: "Open for Collaboration."
- 2014: "Generation Open."[8]
- 2013: "Redefining Impact."[9]
- 2012: "Set the Default to Open Access."[10]